# Фридрих фон Бисмарк
Фридрих I фон Бисмарк, 'Пермутатор' (на немски: Friedrich I von Bismarck, 'Permutator'; * 9 юли 1513 в замък Бургщал, Саксония-Анхалт; † 21 октомври 1589 в Шьонхаузен на река Елба, Саксония-Анхалт) е благородник от род Бисмарк, господар в Кревезе (днес част от Остербург, Алтмарк), Фишбек и Шьонхаузен. Прародител е на всичките следващи линии на фамилията Бисмарк.
Той е син на Хенинг III фон Бисмарк († пр. 1528), господар в Бургщал, и съпругата му Маргарета Шенк фон Лютцендорф (* ок. 1485), дъщеря на Фридрих Шенк фон Лютцендорф. Внук е на Панталеон фон Бисмарк († 1526), съ-господар в Бургщал, и Отилия фон Бредов († 1539), дъщеря на Матиас II фон Бредов († 1516) и Отилия фон Шлабрендорф (* ок. 1428).. Правнук е на Лудолф фон Бисмарк († 1488). Брат е на Хайнрих IV фон Бисмарк († 25 декември 1575 в Кревезе), съ-господар в Бургщал и Кревезе. Сестра му Доротея фон Бисмарк (* ок. 1515) се омъжва на 21 октомври 1534 г. за Георг фон Пфул (+ 1559).
През 1562 г. фамилията фон Бисмарк получава в замяна с дворец Бургщал пропстая Кревезе и го преобразува във феодално рицарско имение, което е тяхна собственост до 1819 г.
Допълнителното си име „Пермутатор“ Фридрих получава понеже ръководи преговорите за замяната („Permutation“) на Бургщал с представителите на кур-принц Йохан Георг фон Бранденбург.
Фридрих фон Бисмарк заедно с брат му Хайнрих IV фон Бисмарк стават първите собственици на Кревезе. След смъртта на Йобст фон Бисмарк (20 юни 1589) Фридрих фон Бисмарк също става собственик за 4 месеца на Шьонхаузен и Фишбек.
Фридрих I фон Бисмарк обединява всичките фамилни собствености и е прародител на всичките следващи линии на фамилията Бисмарк.
Клонът Бисмарк-Шьонхаузен е издигнат на граф в Берлин на 16 септември 1865 г. Канцлерът княз Ото фон Бисмарк (1815 – 1898) е от тази линия.

## Фамилия
Фридрих фон Бисмарк се жени през юни 1538 г. в Ленцервише за Анна София фон Венкщерн (* ок. 1517, Ленцервише; † 26 април 1579, Кревезе), дъщеря на Хайнрих (Куно) фон Венкщерн (* ок. 1491) и Анна фон Бредов. Те имат децата:
- Панталеон фон Бисмарк II (* 7 март 1539, замък Бургщал; † 9 март 1604, Кревезе), основава старата линия „Бисмарк-Кревезе“, женен на 6 ноември 1575 г. във Фергунст за Анна фон дер Шуленбург (* 7 август 1556, Фергунст; † 1 септември 1626, Кревезе)
- Бригита фон Бисмарк († 29 май 1585)
- Лудолф IV фон Бисмарк († 1590), господар в Шьонхаузен, Кревезе и Брист, женен ок. 1580 г. в Изеншнибе за София фон Алвенслебен (* 7 юли 1560, Изеншнибе; † 17 септември 1635, Дретцел), основава младата линия „Бисмарк-Шьонхаузен“
- Хиполита фон Бисмарк (* ок. 1564; † 14 юни 1604, Брист), омъжена за Кристоф фон Алвенслебен (* 18 декември 1558, Изеншнибе; † 6 април 1620, Еркслебен),
- Абрахам фон Бисмарк-Кревезе-Шьонхаузен (* ок. 1543; † 19 март 1589, застрелян в Крумке от Даниел фон Редерн), женен за Анна Шенк фон Флехтинген († 1591), сестра на Вернер Шенк фон Флехтинген († 1597), дъщеря на Керстен Шенк фон Флехтинген (* 1523; † 28 май 1571) и Катарина фон Бюлов-Гартов (1531 – 1575)
- Илзаба фон Бисмарк († 27 септември 1576)
- Анна фон Бисмарк, омъжена за Георг фон Биерн († 1566)
- Анна Мария фон Бисмарк

- Дворец Шьонхаузен I., родната къща на Ото фон Бисмарк (1958 съборен от ГДР)
- Дворец Шьонхаузен II. (запазен)